# Государства — члены ООН
В ООН в настоящее время (на середину 2025 года) входят 193 государства. Последним государством, вошедшим в ООН под номером 193, стал Южный Судан (14 июля 2011 года).
Из международно признанных независимых государств в ООН не входит лишь Ватикан (Святой Престол), из частично признанных — Палестина, Сахарская Арабская Демократическая Республика (Западная Сахара), Китайская Республика (Тайвань), Абхазия, Южная Осетия, Косово, Северный Кипр. Реально осуществимая возможность пополнить ряды членов ООН есть только у Ватикана. Западная Сахара и Палестина формально имеют право в будущем стать членами организации, и в рамках ООН не признаётся чей-либо суверенитет над ними в соответствии с Декларацией ГА ООН о деколонизации. Однако возможность вступить в ООН отложена до определения статуса данных территорий и международного урегулирования (Марокко контролирует прибрежную часть Западной Сахары, Израиль контролирует большую часть Западного берега реки Иордан).

## Члены и наблюдатели ООН
В настоящее время членами ООН могут быть только международно признанные государства — субъекты международного права. Согласно Уставу ООН, приём в члены ООН открыт для всех «миролюбивых государств, которые примут на себя содержащиеся в Уставе обязательства и которые, по суждению Организации, могут и желают эти обязательства выполнять <…> Приём любого такого государства в Члены Организации производится постановлением Генеральной Ассамблеи по рекомендации Совета Безопасности». Для приёма нового члена необходима поддержка как минимум 9 из 15 государств — членов Совета Безопасности (при этом следует учесть, что 5 постоянных членов — Великобритания, Китай, Россия, США и Франция — могут наложить на решение вето, проголосовав против), после чего вопрос передаётся в Генассамблею, где для принятия резолюции о вступлении требуется большинство в две трети. Новое государство становится членом ООН с даты резолюции Генеральной Ассамблеи.
Среди первоначальных членов ООН были страны, не являвшиеся полноправными международно признанными государствами (союзные республики СССР Белорусская ССР и Украинская ССР, колония Великобритании Британская Индия, протекторат США Филиппины), а также фактически независимые доминионы Великобритании Австралийский Союз, Канада, Новая Зеландия (на момент принятия в ООН ещё не ратифицировавшая Вестминстерский статут), Южно-Африканский Союз.
В сентябре 2011 года заявку на принятие в члены ООН подала Палестинская автономия (частично признанное Государство Палестина). Удовлетворение этой заявки было отложено до палестинско-израильского урегулирования и всеобщего международного признания Палестины, однако 29 ноября 2012 года по итогам голосования в Генеральной Ассамблее ООН (138 голосов «за», 9 — «против», 41 страна воздержалась) «предоставила Палестине статус государства-наблюдателя при Организации Объединённых Наций, не являющегося её членом, без ущерба для приобретённых прав, привилегий и роли Организации освобождения Палестины в Организации Объединённых Наций как представителя палестинского народа согласно соответствующим резолюциям и практике».
Кроме статуса члена существует статус наблюдателя ООН, который может предшествовать вступлению в число полноправных членов. Статус наблюдателя присваивается путём голосования в Генеральной Ассамблее ООН, решение принимается простым большинством. Наблюдателями ООН, а также членами специализированных учреждений ООН (например, ЮНЕСКО) могут быть как признанные, так и частично признанные государства и государственные образования. Так, наблюдателями являются Ватикан, Государство Палестина (до 1974 — ООП, затем до 2012 — Палестинская автономия в качестве субъекта-наблюдателя). Некоторое время в статусе наблюдателя ООН состояли страны, обладавшие правом вступления в ООН, но временно им не воспользовавшиеся по разным причинам — Австрия, Италия, Финляндия, Япония, Швейцария и другие. Статус организации-наблюдателя в ООН также имеет государствоподобное образование Мальтийский орден.

## Первоначальные члены ООН
К первоначальным членам ООН относятся 50 государств, подписавших Устав ООН на конференции в Сан-Франциско 26 июня 1945 года, а также отсутствовавшая там Польша.

### «Польский вопрос»
На момент проведения конференции в Сан-Франциско Польша не имела общепризнанного правительства. Непосредственно на территории Польши действовало просоветское Временное правительство («Люблинское правительство»), тогда как в Лондоне находилось международно признанное Польское правительство в изгнании. Под давлением СССР Польша была включена в список стран, подписывающих Устав ООН, а 5 июля 1945 года Великобритания и США признали Временное правительство Польши в качестве законного. Устав ООН Польша подписала 24 октября 1945 года.

### Члены ООН без формальной государственной независимости
В число первоначальных членов ООН входили несколько территорий, не обладавших формальной независимостью:
- Украинская ССР и Белорусская ССР (союзные республики СССР);
- Новая Зеландия (доминион Великобритании);
- Британская Индия (колония Великобритании);
- Содружество Филиппин (протекторат США).

Новая Зеландия на момент вступления в ООН обладала фактическим суверенитетом, но юридически не соответствовала критериям независимости конвенции Монтевидео, так как закон о формальном принятии Вестминстерского статута был принят в Новой Зеландии только в 1947 году. Доминионы Великобритании с подписанием конференцией глав правительств декларации Бальфура в 1926 году и последующими принятием парламентом Великобритании Вестминстерского статута 1931 года и образованием Содружества наций получили право на полную государственную независимость и монархию с собственным титулом в каждом королевстве Содружества. К 1945 году этим правом воспользовались Канада, Ирландия, Южно-Африканский Союз (1931) и Австралия (1942).
Британская Индия, которая на тот момент включала также Пакистан и Бангладеш, формально была заморской территорией Великобритании с ограниченным самоуправлением. В результате движения за независимость в 1947 году была разделена на Доминион Пакистан и объявленный доминионом Индийский Союз, в 1950 году, после упразднения монархии, преобразованный в Республику Индия.
По итогам испано-американской войны Филиппины находились под протекторатом США с 1898 года, в 1934 году Конгресс присвоил им статус заморской территории США на 10-летний переходный период до обретения независимости. Филиппины стали независимым государством в 1946 году с подписанием Манильского договора.
Украинская ССР и Белорусская ССР являлись государствами — основателями Союза ССР и, как и все прочие союзные республики, согласно Конституции СССР 1936 года (в редакции 1944 года), имели:
- ограниченный суверенитет (статья 15);
- собственную Конституцию (статья 16);
- право свободного выхода из состава СССР (статья 17);
- право на внешнеполитическую деятельность, включая заключение международных договоров и обмен дипломатическими миссиями с другим государствами (статья 18-а);
- право на собственные войсковые формирования (статья 18-б).

В настоящее время в ООН входят только независимые государства; некоторые из так называемых «ассоциированных государств» также являются членами ООН.

## Список первоначальных членов ООН
| Дата вступления | Государство                                                  | Комментарий |
| --------------- | ------------------------------------------------------------ | --- |
| 1 ноября 1945   | Австралия                                                    | Официально — Австралийский Союз (англ. Commonwealth of Australia), доминион Британской Империи. 16 сентября 1975 — из Австралийского Союза вышло Папуа — Новая Гвинея (Папуа — Новая Гвинея). |
| 24 октября 1945 | Аргентина                                                    | Официально — Аргентинская Республика (исп. República Argentina) |
| 24 октября 1945 | Белорусская ССР · (сейчас — Беларусь)                        | Официально — Белорусская Советская Социалистическая Республика (бел. Беларуская Савецкая Сацыялістычная Рэспубліка), республика в составе СССР. 25 декабря 1951 — изменён белорусский флаг: Белорусская Советская Социалистическая Республика 25 августа 1991 — объявлена независимость, без проведения референдума о выходе из СССР. 19 сентября 1991 — официальное название и флаг изменены на Республика Беларусь (бел. Рэспубліка Беларусь). 26 декабря — независимость состоялась де-факто из-за прекращения существования СССР. 7 июня 1995 — изменён белорусский флаг: Республика Беларусь |
| 27 декабря 1945 | Бельгия                                                      | Официально — Королевство Бельгия (нидерл. Koninkrijk België, фр. Royaume de Belgique, нем. Königreich Belgien). 30 июня 1960 — Бельгийское Конго получило независимость и стало независимым государством Республика Конго (Конго-Леопольдвиль), до 1 августа 1964 имевшее одинаковое название с Республикой Конго (Конго-Браззавиль), получившим 15 августа 1960 независимость Средним Конго, частью Французской Экваториальной Африки. Столицы этих республик, Киншаса (бывш. Леопольдвиль) и Браззавиль, расположены напротив друг друга на разных берегах реки Конго. |
| 14 ноября 1945  | Боливия                                                      | Официально — Республика Боливия (исп. República de Bolivia) 10 июня 2009 — официальное название страны изменено на Многонациональное Государство Боливия (исп. Estado Plurinacional de Bolivia, кечуа Buliwya Achka nasyunkunap Mama llaqta, айм. Wuliwya Suyu, гуар. Tetã Volívia) |
| 24 октября 1945 | Бразилия                                                     | Официально — Соединённые Штаты Бразилии (порт. Estados Unidos do Brasil). 14 апреля 1960 — изменён бразильский флаг: Соединённые Штаты Бразилии 15 марта 1967 — вступила в действие Конституция Бразилии 1967, официальное название страны изменено на Федеративная Республика Бразилия (порт. República Federativa do Brasil). 28 мая 1968 — изменён бразильский флаг: Федеративная Республика Бразилия |
| 24 октября 1945 | Великобритания                                               | Официально — Соединённое Королевство Великобритании и Северной Ирландии (англ. United Kingdom of Great Britain and Northern Ireland). На момент подписания Устава ООН была колониальной империей и включала в себя более 40 территорий, ставших впоследствии независимыми государствами, пять из которых также являются первоначальными членами ООН — Австралия, Британская Индия, Канада, Новая Зеландия и ЮАС. |
| 15 ноября 1945  | Венесуэла                                                    | Официально — Соединённые Штаты Венесуэлы (исп. Estados Unidos de Venezuela). 15 апреля 1953 — вступила в действие Конституция Венесуэлы 1953 года, официальное название государства изменено на использовавшеся до 1864 года — Республика Венесуэла (исп. República de Venezuela). 20 декабря 1999 — после одобрения на референдуме, вступила в действие Конституция Венесуэлы 1999 года (англ.), официальное название государства изменено на Боливарианская Республика Венесуэла (исп. República Bolivariana de Venezuela). 12 марта 2006 — изменён венесуэльский флаг: Боливарианская Республика Венесуэла. |
| 24 октября 1945 | Гаити                                                        | Официально — Республика Гаити (фр. République d’Haïti, гаит. креол. Repiblik d Ayiti). 25 мая 1964 — принята Конституция Гаити, закрепившая «пожизненное президентство» диктатора Франсуа Дювалье (Папа Док), изменён гаитянский флаг: Республика Гаити. По другим данным, флаг был утверждён 21 июня 1964 года. 7 февраля 1986 — в результате массовых народных выступлений, начавшихся в 1984 году, и давления США, с Гаити бежал диктатор-наследник Жан-Клод Дювалье (Бэби Док). После падения диктатуры, на Гаити происходят частые насильственные смены правительства и действуют международные санкции. 25 февраля 1986 — изменён гаитянский флаг: Республика Гаити. |
| 21 ноября 1945  | Гватемала                                                    | Официально — Республика Гватемала (исп. República de Guatemala) |
| 17 декабря 1945 | Гондурас                                                     | Официально — Республика Гондурас (исп. República de Honduras) 26 января 1949 — изменён гондурасский флаг: Республика Гондурас |
| 25 октября 1945 | Королевство Греция · (сейчас — Греция)                       | Официально — Королевство Греция (греч. Βασίλειον τῆς Ἑλλάδος) 21 апреля 1967 — государственный переворот, в ходе которого к власти приходят «Чёрные полковники» 13 декабря 1967 — неудачная попытка ответного переворота со стороны короля Константина II — отстранение короля от власти, введения должности регента. 1 июня 1973 — провозглашена Греческая Республика (греч. Ελληνική Δημοκρατία) 17 ноября 1974 — свержение хунты «Чёрных полковников» 22 декабря 1978 — изменён греческий флаг: Греческая Республика |
| 24 октября 1945 | Дания                                                        | Официально — Королевство Дания (дат. Kongeriget Danmark) 1 апреля 1948 — получили самоуправление Фарерские острова (фар. Føroyar, дат. Færøerne) 1 мая 1979 — получила самоуправление Гренландия (гренл. Kalaallit Nunaat, дат. Grønland) |
| 24 октября 1945 | Доминиканская Республика                                     | |
| 24 октября 1945 | Королевство Египет · (сейчас — Египет)                       | С 1953 года, официально — Арабская Республика Египет С 21 января 1958 года по 13 октября 1961 года был объединён с Сирией в единое государство Объединённая Арабская Республика. После возобновления независимости Сирией, сохранял «объединённое» название до 2 сентября 1971 года. После 11 сентября 1971 года официально, вместе с измененном флагом Египта: Арабская Республика Египет |
| 24 октября 1945 | Британская Индия · (сейчас — Индия)                          | На момент подписания Устава ООН — часть Британской империи, включала в себя современные Индию, Пакистан и Бангладеш 15 августа 1947 — независимость от Великобритании · офиц. — Индийский Союз (англ. Union of India). 26 января 1950 — официальное название государства изменено на Республика Индия (англ. Republic of India). |
| 21 декабря 1945 | Королевство Ирак · (сейчас — Ирак)                           | 14 июля 1958 году Ирак провозглашён республикой, король казнён. Флаг изменён . 17 июля 1968 — к власти приходит Партия арабского социалистического возрождения (БААС). Флаг изменён 16 июля 1979 — президентом Ирака становится Саддам Хусейн. 2 августа 1990 — иракская армия вторгается в Кувейт. Страна оккупирована и аннексирована Ираком. 17 января — 28 февраля 1991 — Война в Заливе; после пяти недель воздушных бомбардировок и четырёх дней наземной войны Кувейт освобождён силами международной коалиции во главе с США. После войны флаг Ирака изменён . 20 марта 2003 — вторжение в Ирак войск международной коалиции во главе с США и Великобритания с целью свержения Саддама Хусейна. В стране началась партизанская война. В 2004 флаг изменён . В 2008 году с флага убрана надпись «Аллах Акбар». |
| 24 октября 1945 | Шаханшахское Государство Иран · (сейчас — Иран)              | 1979 — Исламская революция в Иране стала переходом от шахского монархического режима Пехлеви к исламской республике во главе с аятоллой Хомейни. Лев на флаге был заменён версией слова Аллах. Она состоит из четырёх полумесяцев и меча посередине Иран). |
| 9 ноября 1945   | Канада                                                       | На момент подписания Устава ООН — доминион Британской Империи. 15 февраля 1965 — изменён флаг Канады: Канада |
| 24 октября 1945 | Китайская Республика · (сейчас — Китай)                      | С 1949 года контролирует только Тайвань и прилегающие острова. 25 октября 1971 года, в соответствии с Резолюцией 2758 Генеральной Ассамблеи ООН её место, включая место постоянного члена Совета Безопасности ООН, заняла Китайская Народная Республика |
| 5 ноября 1945   | Колумбия                                                     | |
| 2 ноября 1945   | Коста-Рика                                                   | |
| 24 октября 1945 | Куба                                                         | |
| 2 ноября 1945   | Либерия                                                      | |
| 24 октября 1945 | Ливан                                                        | |
| 24 октября 1945 | Люксембург                                                   | |
| 7 ноября 1945   | Мексика                                                      | |
| 10 декабря 1945 | Нидерланды                                                   | |
| 24 октября 1945 | Никарагуа                                                    | |
| 24 октября 1945 | Новая Зеландия                                               | На момент подписания Устава ООН — доминион Британской Империи. |
| 27 ноября 1945  | Норвегия                                                     | |
| 13 ноября 1945  | Панама                                                       | |
| 24 октября 1945 | Парагвай                                                     | |
| 24 октября 1945 | Перу                                                         | |
| 24 октября 1945 | Польша                                                       | Как Республика Польша. Не присутствовала на Конференции в Сан-Франциско из-за разногласий Великобритании и США с Советским Союзом относительно законного польского правительства. 5 июля 1945 года Великобритания и США признали просоветское Временное правительство Польши («Люблинское правительство»), что позволило Польше подписать Устав ООН. С 1952 года — Польская Народная Республика, с 1989 года — снова Республика Польша |
| 24 октября 1945 | Сальвадор                                                    | |
| 24 октября 1945 | Саудовская Аравия                                            | |
| 24 октября 1945 | Сирия                                                        | До 21 января 1958 года официально — Сирийская республика С 21 января 1958 года по 13 октября 1961 года была объединена с Египтом в единое государство Объединённая Арабская Республика. 28 сентября 1961 — выход из Объединённой Арабской Республики и провозглашена Сирийская Арабская Республика. 29 марта 1980 — изменён флаг Сирии: Сирийская Арабская Республика |
| 24 октября 1945 | США                                                          | |
| 24 октября 1945 | СССР · (сейчас — Россия)                                     | Официально — Союз Советских Социалистических Республик. Образован по Союзному договору от 30 декабря 1922 года на месте бывшей Российской империи объединением четырёх советских республик — РСФСР, Украинской ССР, Белорусской ССР и ЗСФСР. 1 ноября 1991 — Съезд народных депутатов РСФСР внёс поправки в Конституцию РСФСР и, среди прочего, изменил российский флаг — Российская Советская Федеративная Социалистическая Республика. 12 декабря 1991 — Верховный Совет РСФСР денонсировал Договор об образовании СССР 1922 года, Россия вышла из состава СССР. 21 декабря 1991 — Совет глав государств СНГ принял решение о поддержке продолжения членства Советского Союза в ООН, включая Совет Безопасности, Россией. 24 декабря 1991 — президент РСФСР Борис Ельцин проинформировал Генсека ООН о том, что членство Советского Союза в ООН будет продолжено Российской Федерацией (РСФСР), в связи с чем просил вместо названия «Союз Советских Социалистических Республик» использовать наименование «Российская Федерация». 25 декабря 1991 — Верховный Совет РСФСР принял закон об изменении названия государства с Российская Советская Федеративная Социалистическая Республика на Российская Федерация (Россия). 26 декабря 1991 — Верхняя палата Верховного Совета СССР (Совет Республик) приняла Декларацию № 142-Н о прекращении существования СССР. 11 декабря 1993 — изменён российский флаг: Российская Федерация (Россия). При этом устав ООН в данном отношении изменён не был, и согласно его статье 23 СССР формально продолжает входить в состав его Совета Безопасности под своим прежним названием, в то время как Российская Федерация в нём не значится. |
| 24 октября 1945 | Турция                                                       | Официально — Турецкая Республика (тур. Türkiye Cumhuriyeti). 20 июля 1974 — турецкие войска вторглись на Кипр в ответ на произошедший там 15 июля 1974 переворот, предпринятый греками-киприотами, поддержанный правившей в то время в Греции военной хунтой, называемой в СССР «Чёрными полковниками». В результате вторжения оккупирована северная часть Кипра. 13 февраля 1975 — на оккупированной Турцией северной части Кипра провозглашено Турецкое Федеративное Государство Кипр (тур. Kıbrıs Türk Federe Devleti), как части несуществующей федеративной Республики Кипр. 15 ноября 1983 — в одностороннем порядке на оккупированной территории Северного Кипра объявлена независимость Турецкой Республики Северного Кипра (тур. Kuzey Kıbrıs Türk Cumhuriyeti), признанная только самой Турцией. 24 апреля 2004 — в обеих частях Кипра, в соответствии с Планом Аннана по урегулированию кипрского конфликта, прошёл референдум об реформировании Республики Кипр, создания на её основе федерации из 2 автономных частей, греческой и турецкой. 75 % греков-киприотов отвергли этот план, тогда как 65 % турок-киприотов его поддержали. Главным поводом для проведения референдума являлось вступление 1 мая 2004 года Республики Кипр в Европейский союз. |
| 24 октября 1945 | Украинская ССР · (сейчас — Украина)                          | Официально — Украинская Советская Социалистическая Республика (укр. Українська Радянська Соціалістична Республіка), республика в составе СССР. 21 ноября 1949 — изменён украинский флаг: Украинская ССР 16 июля 1990 — Верховный Совет УССР принял «Декларацию о государственном суверенитете Украины» 24 августа 1991 — Верховный Совет УССР принял «Акт провозглашения независимости Украины» и изменил официальное название на Украина (укр. Україна) 1 декабря 1991 — состоялся Всеукраинский референдум 1991 года, на котором было подтверждено провозглашение независимости Украины 28 января 1992 — изменён украинский флаг: Украина |
| 18 декабря 1945 | Уругвай                                                      | |
| 24 октября 1945 | Филиппины                                                    | Как Содружество Филиппин. На момент подписания Устава ООН — самоуправляющаяся территория, протекторат США. С 4 июля 1946 года — независимое государство Республика Филиппины |
| 24 октября 1945 | Франция                                                      | |
| 24 октября 1945 | Чехословакия · (сейчас государства-правопреемника нет)       | Как Чехословацкая Республика. С 1960 года — Чехословацкая Социалистическая Республика, с 1990 года — Чешская и Словацкая Федеративная Республика. Вышла из состава ООН 1 января 1993 года после разделения на независимые государства Чехию и Словакию |
| 24 октября 1945 | Чили                                                         | |
| 21 декабря 1945 | Эквадор                                                      | |
| 24 октября 1945 | Эфиопская империя · (сейчас — Эфиопия)                       | |
| 24 октября 1945 | Югославия · (сейчас государства-правопреемника нет)          | В 1992—1993 годах Югославия распалась на несколько независимых государств, которые впоследствии самостоятельно вошли в ООН. 1 ноября 2000 года в ООН вступила СР Югославия, не являющейся правопреемником первоначальной Югославии. После провозглашения 3 июня 2006 года независимости Черногорией, членство Союзной республики Югославии перешло к Сербии. |
| 7 ноября 1945   | Южно-Африканский Союз (сейчас — Южно-Африканская Республика) | На момент подписания Устава ООН — доминион Британской Империи, с 31 мая 1961 года — независимое государство Южно-Африканская Республика (ЮАР) |

## Страны, вошедшие в ООН в 1946—2011 годах
В течение 1946—2011 в ООН были приняты ещё 142 государства:

### 1940-е годы
| Дата вступления  | Государство                                             | Комментарий |
| ---------------- | ------------------------------------------------------- | --- |
| 9 ноября 1946    | Афганистан                                              | офиц. — Королевство Афганистан (шахский Афганистан) Резолюция СБ: S/RES/8 (1946) от 29.08.1946 Резолюция ГА: A/RES/34 (I) от 09.11.1946 Сайт ООН приводит ошибочную дату вступления — 19 ноября 1946 17 июля 1973 — государственный переворот Мухаммеда Дауда, во время визита правителя Афганистана Мухаммеда Захир-шаха в Италию. Захир-шах отрёкся от престола, после чего была провозглашена Республика Афганистан 27 апреля 1978 — Народно-демократическая партия Афганистана (НДПА) свергла Мухаммеда Дауда (Апрельская революция), государство было переименовано в Демократическую Республику Афганистан (социалистический Афганистан) 30 ноября 1987 — под руководством Мухаммеда Наджибуллы, главы НДПА, была принята и вступила в силу Конституция Афганистана 1987 года, официальное название государства вновь стало Республика Афганистан 15 февраля 1989 — из Афганистана полностью выведены советские войска, окончание Афганской войны для СССР. Происходит изменение афганского флага: Республика Афганистан 18 апреля 1992 — правительство Наджибуллы было свергнуто, после чего Афганистан был преобразован в Исламское Государство Афганистан 24 сентября 1996 — движение «Талибан» захватило Кабул, столицу Афганистана, тем самым установив контроль над большей частью Афганистана. Было основано непризнанное государство Исламский Эмират Афганистан 12 ноября 2001 — под ударами сил международной коалиции и Северного Альянса, талибы покинули Кабул и утратили контроль над Афганистаном. 22 декабря 2001 было создано Переходное Исламское Государство Афганистан 26 января 2004 — вступила в силу Конституция Афганистана 2004 (англ.), официальное название государства стало Исламская Республика Афганистан (пушту د افغانستان اسلامي جمهوریت‎, дари جمهوری اسلامی افغانستان) |
| 9 ноября 1946    | Исландия                                                | офиц. — Республика Исландия (исл. Lýðveldið Ísland) Резолюция СБ: S/RES/8 (1946) от 29.08.1946 Резолюция ГА: A/RES/34 (I) от 09.11.1946 Сайт ООН приводит ошибочную дату вступления — 19 ноября 1946 |
| 9 ноября 1946    | Швеция                                                  | офиц. — Королевство Швеция (швед. Konungariket Sverige) Резолюция СБ: S/RES/8 (1946) от 29.08.1946 Резолюция ГА: A/RES/34 (I) от 09.11.1946 Сайт ООН приводит ошибочную дату вступления — 19 ноября 1946 |
| 16 декабря 1946  | Таиланд (как Сиам)                                      | офиц. — Сиам (тайск. สยาม) Резолюция СБ: S/RES/13 (1946) от 12.12.1946 Резолюция ГА: A/RES/101 (I) от 15.12.1946 11 мая 1949 — Сиам официально переименовывается в Королевство Таиланд (тайск. ราชอาณาจักรไทย) |
| 30 сентября 1947 | Йеменское Мутаваккилийское Королевство (сейчас — Йемен) | офиц. — Йеменское Мутаваккилийское королевство (араб. المملكة المتوكلية اليمنية‎), также известное как Северный Йемен 8 марта 1958 — вошло в состав Объединеного Арабского Государства, слабой конфедерации с Объединеной Арабской Республикой (единого государства Египта и Сирии) 26 декабря 1961 — Йемен выходит из Объединеного Арабского Государства, после восстановления независимости Сирией (28 сентября 1961) и её выхода из Объединеной Арабской Республики 26 сентября 1962 — при поддержке Объединеной Арабской Республики (на тот момент состоящей только из Египта) был свергнут недавно коронованный Король Мухаммед аль-Бадр и создана Йеменская Арабская Республика. Началась гражданская война, периодически активизировавшаяся до вывода египетских войск в 1967 году 22 мая 1990 — объедининение с Народной Демократической Республикой Йемен (Южный Йемен) в единый Йемен (араб. الجمهورية اليمنية‎). Датой вступления нового государства в ООН считается 30 сентября 1947 года |
| 30 сентября 1947 | Пакистан                                                | 14 августа 1947 — независимость от Великобритании · офиц. — Доминион Пакистан 23 марта 1956 — вступила в силу Конституция Пакистана 1956 (англ.), официальное название государства изменено на Исламская Республика Пакистан (урду اسلامی جمہوریۂ پاکستان‎) 26 марта 1971 — Бангладеш (Восточный Пакистан) объявил о независимости и вышел из Пакистана 16 декабря 1971 — Пакистан признал независимость Бангладеш |
| 19 апреля 1948   | Мьянма (Бирма) (сейчас — Мьянма)                        | 4 января 1948 — независимость от Великобритании офиц. — Бирманский союз 1974—1988 — Социалистическая Республика Бирманский Союз 1988—1989 — Бирманский Союз с 1989 — Союз Мьянма (Мьянма) с 2010 — Республика Союз Мьянма |
| 11 мая 1949      | Израиль                                                 | Официально — Государство Израиль (ивр. מדינת ישראל‎, араб. دولة اسرائيل‎) Резолюция СБ: S/RES/69 (1949) от 04.03.1949 · Резолюция ГА: A/RES/273 (III) от 11.05.1949 29 ноября 1947 — Генеральная Ассамблея ООН принимает Резолюцией № 181 План ООН по разделу Палестины, рекомендующий прекращение Британского мандата в Палестине (территория бывшей Османской империи, переданная Лигой Наций под управление Великобритании в 1920 году) к 1 августа 1948 года и создание на его территории двух неназванных государств, еврейского и арабского. 30 ноября 1947 — после принятия Плана ООН по разделу Палестины на её территории началась гражданская война между еврейским и арабским населением. 14 мая 1948 — за несколько часов до завершения Британского мандата в Палестине была провозглашена независимость Государства Израиль. На следующий день на его территорию вошли регулярные части окружающих арабских стран ( Египет, Трансиордания, Ирак, Сирия), началась Первая арабо-израильская война, называемая в Израиле «Войной за независимость» (ивр. מלחמת העצמאות‎), а в арабских странах — «Накба» (Катастрофа, араб. النكبة‎). 29 октября 1956 — начало боевых действий (Вторая арабо-израильская война) в ходе Суэцкого кризиса, вызванного национализацией Суэцкого канала Египтом. Июнь 1967 — Шестидневная война завершена безоговорочной военной победой Израиля, разгромившего силы противника. Израиль значительно увеличил контролируемую им территорию, в том числе получил контроль над Восточным Иерусалимом. 6 октября 1973 — вооружённые силы Сирия и Египет внезапно вторглись в Израиль в день важнейшего праздника в иудаизме, Йом-Киппур («Судный день», ивр. יוֹם כִּפּוּר‎). Началась Война Судного дня (Четвертая арабо-израильская война). Израиль одержал военную победу. Прямым следствием войны стал Нефтяной кризис 1973 года, начавшийся с отказа стран ОАПЕК поставлять нефть в страны, поддержавшие Израиль в ходе данной войны, — в США и их союзников в Западной Европе. 9 декабря 1987 — стихийно началась Первая палестинская интифада, восстание палестинских арабов против Израиля. 13 сентября 1993 — подписаны соглашения в Осло между Израилем и Организацией освобождения Палестины о принципах урегулирования израильско-палестинского конфликта. |

### 1950-е годы
| Дата вступления  | Государство | Комментарий |
| ---------------- | ----------- | --- |
| 28 сентября 1950 | Индонезия   | В письме от 20 января 1965 года Индонезия объявила о своём решении выйти из Организации Объединённых Наций «на данном этапе и в нынешних условиях». В телеграмме от 19 сентября 1966 года она объявила о своём решении о «возобновлении полного сотрудничества с Организацией Объединённых Наций и участия в её деятельности». 28 сентября 1966 года Генеральная Ассамблея приняла к сведению это решение, и президент пригласил представителей Индонезии занять места в Ассамблее. |
| 14 декабря 1955  | Австрия     | |
| 14 декабря 1955  | Албания     | |
| 14 декабря 1955  | Болгария    | |
| 14 декабря 1955  | Венгрия     | |
| 14 декабря 1955  | Иордания    | |
| 14 декабря 1955  | Ирландия    | |
| 14 декабря 1955  | Испания     | По итогам Потсдамской конференции в резолюцию «О заключении мирных договоров и о допущении в Организацию Объединенных Наций» был включён пункт о том, что США, СССР и Великобритания не поддерживают вступление Испании в ООН. По этой причине Испания не была включена в ООН сразу же после окончания войны . |
| 14 декабря 1955  | Италия      | |
| 14 декабря 1955  | Камбоджа    | |
| 14 декабря 1955  | Лаос        | |
| 14 декабря 1955  | Ливия       | С 1951 года — Королевство Ливия, с 1969 г. — Великая Социалистическая Народная Ливийская Арабская Джамахирия, с 2011 года — Государство Ливия |
| 14 декабря 1955  | Непал       | |
| 14 декабря 1955  | Португалия  | |
| 14 декабря 1955  | Румыния     | |
| 14 декабря 1955  | Финляндия   | |
| 14 декабря 1955  | Шри-Ланка   | В 1955—1972 годах — Цейлон |
| 12 ноября 1956   | Марокко     | |
| 12 ноября 1956   | Судан       | |
| 12 ноября 1956   | Тунис       | |
| 18 декабря 1956  | Япония      | |
| 8 марта 1957     | Гана        | |
| 17 сентября 1957 | Малайзия    | до 1963 — Малайя, 16 сентября 1963 года название было изменено на Малайзия, после присоединения к новой федерации Сингапура, Сабаха (Северное Борнео) и Саравака. · Сингапур стал независимым государством 9 августа 1965 года. |
| 12 декабря 1958  | Гвинея      | |

### 1960-е годы
| Дата вступления  | Государство                      | Комментарий |
| ---------------- | -------------------------------- | --- |
| 20 сентября 1960 | Кот-д’Ивуар                      | ранее — Берег Слоновой Кости |
| 20 сентября 1960 | Буркина-Фасо                     | ранее — Республика Верхняя Вольта |
| 20 сентября 1960 | Габон                            | |
| 20 сентября 1960 | Бенин                            | ранее — Республика Дагомея |
| 20 сентября 1960 | Камерун                          | |
| 20 сентября 1960 | Кипр                             | |
| 20 сентября 1960 | Республика Конго                 | |
| 20 сентября 1960 | Демократическая Республика Конго | до 1964 — Республика Конго, до 1971 — Демократическая Республика Конго, затем — Заир |
| 20 сентября 1960 | Мадагаскар                       | |
| 20 сентября 1960 | Нигер                            | |
| 20 сентября 1960 | Сомали                           | |
| 20 сентября 1960 | Того                             | |
| 20 сентября 1960 | Центральноафриканская Республика | |
| 20 сентября 1960 | Чад                              | |
| 28 сентября 1960 | Мали                             | |
| 28 сентября 1960 | Сенегал                          | |
| 7 октября 1960   | Нигерия                          | |
| 27 сентября 1961 | Сьерра-Леоне                     | |
| 27 октября 1961  | Мавритания                       | |
| 27 октября 1961  | Монголия                         | |
| 14 декабря 1961  | Танзания                         | 14 декабря 1961 в члены ООН была принята Танганьика, а 16 декабря 1963 — Занзибар. 26 апреля 1964 вступило в силу соглашение об объединении Занзибара с Танганьикой в одно государство — Танзанию, датой вступления которой в ООН считается 14 декабря 1961. |
| 18 сентября 1962 | Бурунди                          | |
| 18 сентября 1962 | Руанда                           | |
| 18 сентября 1962 | Тринидад и Тобаго                | |
| 18 сентября 1962 | Ямайка                           | |
| 8 октября 1962   | Алжир                            | |
| 25 октября 1962  | Уганда                           | |
| 14 мая 1963      | Кувейт                           | |
| 16 декабря 1963  | Кения                            | |
| 1 декабря 1964   | Замбия                           | |
| 1 декабря 1964   | Малави                           | |
| 1 декабря 1964   | Мальта                           | |
| 21 сентября 1965 | Гамбия                           | |
| 21 сентября 1965 | Мальдивы                         | |
| 21 сентября 1965 | Сингапур                         | |
| 20 сентября 1966 | Гайана                           | |
| 17 октября 1966  | Ботсвана                         | |
| 17 октября 1966  | Лесото                           | |
| 9 декабря 1966   | Барбадос                         | |
| 14 декабря 1967  | Южный Йемен                      | до 1970 — Южный Йемен, в 1990 вошла в Йемен |
| 24 апреля 1968   | Маврикий                         | |
| 24 сентября 1968 | Эсватини                         | до 2018 — Свазиленд |
| 12 ноября 1968   | Экваториальная Гвинея            | |

### 1970-е годы
| Дата вступления  | Государство                                           | Комментарий |
| ---------------- | ----------------------------------------------------- | --- |
| 13 октября 1970  | Фиджи                                                 | |
| 21 сентября 1971 | Бахрейн                                               | |
| 21 сентября 1971 | Бутан                                                 | см. Резолюцию Совета Безопасности ООН № 292 (1971) |
| 21 сентября 1971 | Катар                                                 | |
| 7 октября 1971   | Оман                                                  | |
| 25 октября 1971  | Китай                                                 | С 1949 года контролирует материковый Китай. 25 октября 1971 года, в соответствии с Резолюцией 2758 Генеральной Ассамблеи ООН, заняла место Китайской Республики, включая место постоянного члена Совета Безопасности ООН. См. Китай и Организация Объединённых Наций |
| 9 декабря 1971   | ОАЭ                                                   | |
| 18 сентября 1973 | ФРГ · (сейчас как Германия)                           | Официально — Федеративная Республика Германия (нем. Bundesrepublik Deutschland) Официально — Германская Демократическая Республика (нем. Deutsche Demokratische Republik) Резолюция СБ: S/RES/335 (1973) от 22.06.1973 · Резолюция ГА: A/RES/3050 (XXVIII) от 18.09.1973 23 мая 1949 — в Тризонии, трёх объединённых зонах оккупации Германии (США, Великобритании и Франции), основана ФРГ 7 октября 1949 — в советской зоне оккупации Германии основана ГДР 23 октября 1955 — состоялся референдум в Сааре (нем. Saarland, протекторат Франции), жители которого проголосовали за присоединение к Германии 1 января 1957 — Саар вошёл в состав ФРГ 13 августа 1961 — возведена Берлинская стена 21 декабря 1971 — заключён договор об основах отношений между ФРГ и ГДР 9 ноября 1989 — падение Берлинской стены в результате стихийных выступлений жителей ГДР 18 мая 1990 — подписан Договор об денежном, экономическом и социальном союзе между ФРГ и ГДР 1 июля 1990 — на территории ГДР марка ГДР заменяется в обращении на немецкую марку 31 августа 1990 — подписан Договор об объединении Германии между ФРГ и ГДР 12 сентября 1990 — подписан Договор об окончательном урегулировании в отношении Германии между ФРГ и ГДР, а также Великобританией, СССР, США и Францией 3 октября 1990 — произошло объединение Германии, ГДР прекратила своё существование и вошла в состав ФРГ См. Германия и Организация Объединённых Наций |
| 18 сентября 1973 | ГДР · (прекратила существование и вошла в состав ФРГ) | Официально — Федеративная Республика Германия (нем. Bundesrepublik Deutschland) Официально — Германская Демократическая Республика (нем. Deutsche Demokratische Republik) Резолюция СБ: S/RES/335 (1973) от 22.06.1973 · Резолюция ГА: A/RES/3050 (XXVIII) от 18.09.1973 23 мая 1949 — в Тризонии, трёх объединённых зонах оккупации Германии (США, Великобритании и Франции), основана ФРГ 7 октября 1949 — в советской зоне оккупации Германии основана ГДР 23 октября 1955 — состоялся референдум в Сааре (нем. Saarland, протекторат Франции), жители которого проголосовали за присоединение к Германии 1 января 1957 — Саар вошёл в состав ФРГ 13 августа 1961 — возведена Берлинская стена 21 декабря 1971 — заключён договор об основах отношений между ФРГ и ГДР 9 ноября 1989 — падение Берлинской стены в результате стихийных выступлений жителей ГДР 18 мая 1990 — подписан Договор об денежном, экономическом и социальном союзе между ФРГ и ГДР 1 июля 1990 — на территории ГДР марка ГДР заменяется в обращении на немецкую марку 31 августа 1990 — подписан Договор об объединении Германии между ФРГ и ГДР 12 сентября 1990 — подписан Договор об окончательном урегулировании в отношении Германии между ФРГ и ГДР, а также Великобританией, СССР, США и Францией 3 октября 1990 — произошло объединение Германии, ГДР прекратила своё существование и вошла в состав ФРГ См. Германия и Организация Объединённых Наций |
| 18 сентября 1973 | Багамские Острова                                     | |
| 17 сентября 1974 | Бангладеш                                             | |
| 17 сентября 1974 | Гвинея-Бисау                                          | |
| 17 сентября 1974 | Гренада                                               | |
| 16 сентября 1975 | Кабо-Верде                                            | |
| 16 сентября 1975 | Мозамбик                                              | |
| 16 сентября 1975 | Сан-Томе и Принсипи                                   | |
| 10 октября 1975  | Папуа — Новая Гвинея                                  | |
| 12 ноября 1975   | Коморы                                                | |
| 4 декабря 1975   | Суринам                                               | |
| 21 сентября 1976 | Сейшельские Острова                                   | |
| 1 декабря 1976   | Ангола                                                | |
| 15 декабря 1976  | Самоа                                                 | |
| 20 сентября 1977 | Вьетнам                                               | |
| 20 сентября 1977 | Джибути                                               | |
| 19 сентября 1978 | Соломоновы Острова                                    | |
| 18 декабря 1978  | Доминика                                              | |
| 18 сентября 1979 | Сент-Люсия                                            | |

### 1980-е годы
| Дата вступления  | Государство              | Комментарий |
| ---------------- | ------------------------ | ----------- |
| 25 августа 1980  | Зимбабве                 |             |
| 16 сентября 1980 | Сент-Винсент и Гренадины |             |
| 15 сентября 1981 | Вануату                  |             |
| 25 сентября 1981 | Белиз                    |             |
| 11 ноября 1981   | Антигуа и Барбуда        |             |
| 23 сентября 1983 | Сент-Китс и Невис        |             |
| 21 сентября 1984 | Бруней                   |             |

### 1990-е годы
| Дата вступления  | Государство                   | Комментарий |
| ---------------- | ----------------------------- | --- |
| 23 апреля 1990   | Намибия                       | |
| 18 сентября 1990 | Лихтенштейн                   | |
| 17 сентября 1991 | КНДР                          | Корея и Организация Объединённых Наций (англ.: Korea and the United Nations) |
| 17 сентября 1991 | Латвия                        | |
| 17 сентября 1991 | Литва                         | |
| 17 сентября 1991 | Маршалловы Острова            | |
| 17 сентября 1991 | Федеративные Штаты Микронезии | |
| 17 сентября 1991 | Республика Корея              | Корея и Организация Объединённых Наций |
| 17 сентября 1991 | Эстония                       | |
| 2 марта 1992     | Азербайджан                   | См. Азербайджан и ООН |
| 2 марта 1992     | Армения                       | |
| 2 марта 1992     | Казахстан                     | |
| 2 марта 1992     | Кыргызстан                    | |
| 2 марта 1992     | Молдова                       | |
| 2 марта 1992     | Сан-Марино                    | |
| 2 марта 1992     | Таджикистан                   | |
| 2 марта 1992     | Туркменистан                  | 12 декабря 1995 года была принята (без голосования) Резолюция Генеральной Ассамблеи ООН № 50/80, в которой ООН «признаёт и поддерживает провозглашённый Туркменистаном статус постоянного нейтралитета» |
| 2 марта 1992     | Узбекистан                    | |
| 22 мая 1992      | Босния и Герцеговина          | |
| 22 мая 1992      | Словения                      | |
| 22 мая 1992      | Хорватия                      | |
| 31 июля 1992     | Грузия                        | 9 апреля 1991 года — Верховный Совет Грузинской ССР принял акт о восстановлении независимости Грузии.                                                                                                   |
| 19 января 1993   | Словакия                      | |
| 19 января 1993   | Чехия                         | |
| 8 апреля 1993    | Северная Македония            | До 2019 года официальное название в ООН — Бывшая Югославская Республика Македония |
| 28 июля 1993     | Андорра                       | |
| 28 июля 1993     | Монако                        | |
| 28 июля 1993     | Эритрея                       | |
| 15 декабря 1994  | Палау                         | |
| 14 сентября 1999 | Кирибати                      | |
| 14 сентября 1999 | Науру                         | |
| 14 сентября 1999 | Тонга                         | |

### 2000-е годы
| Дата вступления  | Государство                      | Комментарий |
| ---------------- | -------------------------------- | --- |
| 5 сентября 2000  | Тувалу                           | |
| 1 ноября 2000    | СР Югославия · (сейчас — Сербия) | Официально — Союзная Республика Югославия (серб. Савезна република Југославија). Не является правопреемником или продолжателем Югославии, первоначального члена ООН. Резолюция СБ: S/RES/1326 (2000) от 31.10.2000 · Резолюция ГА: A/RES/55/12 от 01.11.2000 27 апреля 1992 — образована двумя республиками ( Сербией и Черногорией) распавшейся Социалистической Федеративной Республики Югославия. 28 февраля 1998 — Армия освобождения Косово, военизированная организация этнических албанцев, провозглашает начало вооружённой борьбы за независимость Косово (офиц. — Автономный край Косово и Метохия, серб. Аутономна Покрајина Косово и Метохија), автономии в составе Сербии. Началась Косовская война. 23 сентября 1998 — Совет Безопасности ООН принимает Резолюцию № 1199 (1998), в которой требует прекращения боевых действий и начала переговоров между противоборствующими сторонами. 24 марта 1999 — войска стран - членов НАТО в рамках операции «Союзная Сила» (англ. Allied Force) начинают боевые действия на территории Сербии. Начинается Война НАТО против Югославии. 10 июня 1999 — Совет Безопасности ООН принимает Резолюцию № 1244, которая устанавливает протекторат ООН над Косово. Косовская война и Война НАТО против Югославии закончены. 20 июня 1999 — югославская армия покидает территорию Косово, контроль над которой переходит к KFOR, миротворческим силам ООН под руководством НАТО. 6 октября 2000 — сербский диктатор Слободан Милошевич уходит в отставку в результате массовых народных протестов в Сербии из-за фальсификаций на досрочных президентских выборах 24 сентября 2000 года в Югославии. Начинается либерализация государства. 4 февраля 2003 — изменено устройство союза республик, государство изменило название на Государственный Союз Сербии и Черногории (серб. Државна Заједница Србија и Црна Гора), краткое название — Сербия и Черногория. 23 октября 2004 — в Косово под контролем международной администрации проходят выборы в парламент Косово. Край де-факто получает статус независимого государства. 12 июля 2004 — изменён флаг Черногория 21 мая 2006 — Черногория проводит референдум о независимости, в результате которого 55,5% проголосовавших поддерживают выход республики из союза с Сербией. 3 июня 2006 — Черногория провозглашает независимость. 5 июня 2006 — Сербия (офиц. — Республика Сербия, серб. Република Србија) провозглашает независимость и становится юридической правопреемницей Государственного Союза Сербии и Черногории. 17 февраля 2008 — Косово (алб. Republika e Kosovës, серб. Република Косово, с точки зрения Сербии — Автономный край Косово и Метохия) в одностороннем порядке провозглашает независимость, которую в течение первого месяца признают около 30 стран, включая США, Великобританию и Францию, но не признают Россия и Китай (все пять стран — постоянные члены Совета Безопасности ООН). Одностороннее провозглашение независимости вызывает международный конфликт, Косово становится частично признанным государством. 22 июля 2010 — Международный суд ООН признал провозглашение независимости Косово соответствующим нормам международного права. 19 апреля 2013 — между Сербия и Косово подписан договор о нормализации двусторонних отношений, некоторыми рассматривающийся как форма признания отделения Косово со стороны Сербии. |
| 10 сентября 2002 | Швейцария                        | |
| 27 сентября 2002 | Восточный Тимор                  | В терминологии ООН — Тимор-Лешти |
| 28 июня 2006     | Черногория                       | Официально — Черногория (черног. Црна Гора, Crna Gora) Резолюция СБ: S/RES/1691 (2006) от 22.06.2006 Резолюция ГА: A/RES/60/264 от 28.06.2006 3 июня 2006 — провозглашена независимость от Государственный Союз Сербии и Черногории |

### 2010-е годы
| Дата вступления | Государство | Комментарий |
| --------------- | ----------- | ----------- |
| 14 июля 2011    | Южный Судан |             |